# Santiago Fisas Ayxelá

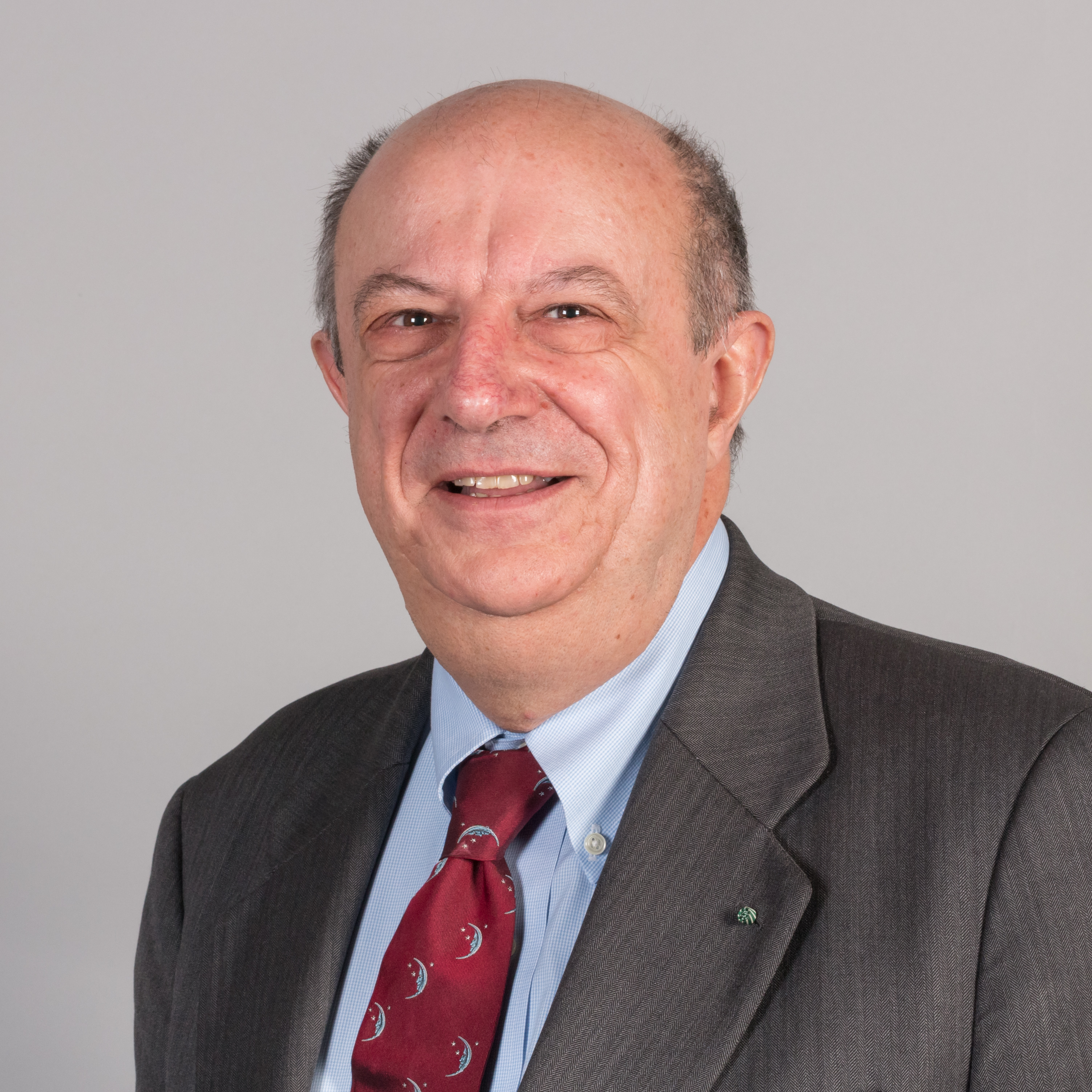
Santiago Fisas Ayxelá, 2014

Santiago Fisas Ayxelá, auf Katalanisch Santiago Fisas i Ayxelà (* 19. August 1948 in Barcelona) ist ein spanischer Politiker der Partido Popular.

## Leben
Ayxelá studierte Rechtswissenschaften an der Universität Barcelona. Von 2003 bis 2009 war er Minister für Kultur, Sport und Tourismus der Regionalregierung der Autonomen Gemeinschaft Madrid. Seit 2009 ist Ayxelá Abgeordneter im Europäischen Parlament.

## Preise und Auszeichnungen (Auswahl)
- Goldmedaille des königlichen Ordens für Verdienste um den Sport (Spanien), 1999
- Großkreuz des Ordens Isabel la Católica, 1999
- Offizier des Arts et des Lettres (Frankreich), 2008